# Одноплатний комп'ютер

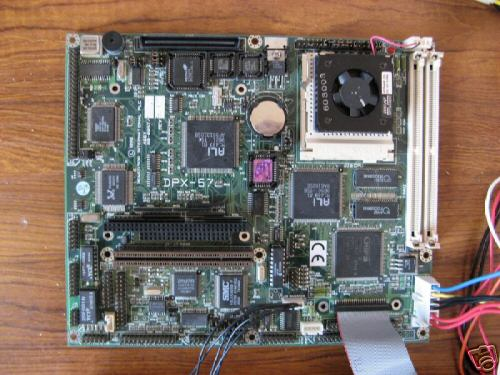
Материнська плата одноплатного комп'ютера Densitron DPX-57

Одноплатний комп'ютер (SBC, англ. single-board computer) — комп'ютер, всі основні компоненти якого розміщуються на одній платі.
Найчастіше, одноплаті комп'ютери зустрічаються як промислові комп'ютери, та останнім часом як вбудовані або комплексні офісні комп'ютери.
Такі рішення виникають у системах, що повинні мати значний ступінь захисту, або у системах що повинні бути максимально компактними.
На відміну від настільного персонального комп'ютера, одноплаткові комп'ютери часто не покладаються на слоти розширення для периферійних функцій. Одноплатні комп'ютери були побудовані з використанням широкого спектру мікропроцесорів.  Прості конструкції, побудовані комп'ютерними любителями, часто використовують статичну оперативну пам'ять та недорогі 8- або 16-бітні процесори.  Інші типи, такі як блейд-сервери, виконували б аналогічно серверному комп'ютеру, лише у більш компактному форматі.

## Типи та стандарти
Одне з найпоширеніших різноманіть одноплатних комп'ютерів використовує стандартизовані фактори комп'ютерної форми, призначені для використання в корпусі задньої площини.  Деякі з цих типів — CompactPCI, PXI, VMEbus, VXI та PICMG.  SBC були побудовані навколо різних внутрішніх обробних структур, включаючи архітектуру Intel, багатопроцесорні архітектури та більш низькі системи обробки енергії, такі як RISC та SPARC.  У світі ПК Intel схеми інформації та інтерфейсу / управління розміщуються на боці плагінів, яка потім вставляється в пасивну (або активну) задню планку.  Кінцевий результат схожий на систему, побудовану з материнської плати, за винятком того, що задня планка визначає конфігурацію слота.  Задні планки доступні з поєднанням слотів (ISA, PCI, PCIX, PCI-Express та ін.), Зазвичай загальною кількістю 20 або менше, що означає, що вона вміститься у 19-дюймовий корпус стійки (17-футове широке шасі).
Деякі однопланові комп'ютери мають роз'єми, які дозволяють збирати купу печатних плат, кожна з яких містить розширювальну техніку, без збору традиційних планок.  Приклади складання факторів форми SBC включають PC / 104, PC / 104-Plus, PCI-104, EPIC та EBX;  ці системи зазвичай доступні для використання у вбудованих системах управління.